# Chamaeleo melleri
Chamaeleo melleri este o specie de cameleon din genul Chamaeleo, familia Chamaeleonidae, ordinul Squamata, descrisă de Gray 1865. Conform Catalogue of Life specia Chamaeleo melleri nu are subspecii cunoscute.